# صفراوات
الصُفْرَاوَات (الاسم العلمي: Chalcidini)، قبيلة حشرات زنبورية من فُصيلة الصفراوية.